# XVIIe siècle en Bretagne
Cette page concerne les événements qui se sont produits au dix-septième siècle en Bretagne.

## Naissances
- Vers 1607 à Brest : Laurent Hubac (décédé à Brest le 14 juin 1682), maître charpentier de navires français, père d'Étienne Hubac.
- 1648, 3 mai à Brest : Étienne Hubac (décédé à Brest le 12 février 1726), constructeur de navire français.
- 1681, 30 septembre à Brest : Scipion-Jérôme Bégon (mort à Toul le 28 décembre 1753), prélat français qui fut évêque de Toul de 1723 à 1753.

## Décès
- 1682, 14 juin à Brest : Laurent Hubac (né à Brest vers 1607), maître charpentier de navires français, père d'Étienne Hubac.